# Canción de la nieve
Canción de la nieve es una película en blanco y negro de Argentina dirigida por Guzzi Lantschner sobre su propio guion escrito en colaboración con Zulema H. Sullivan que se estrenó el 3 de junio de 1954 y que tuvo como protagonistas a Guzzi Lantschner, Domingo Bertoncelj, Ana María Dellai y Marisa Núñez. La película fue filmada en Bariloche. El director había sido camarógrafo en filmes de la directora alemana Leni Riefenstahl.

## Sinopsis
Una periodista se enamora de un integrante de uno de los dos equipos de esquiadores que se enfrentan en un campeonato en Bariloche y pone en peligro la competencia.

## Reparto
- Guzzi Lantschner
- Domingo Bertoncelj
- Ana María Dellai
- H. Claude
- A. Sefussati
- Blanca M Fiore
- Pablo Rosenkjer
- Marisa Núñez
- Inge Kallschmidl
- Aristeo Benavídez
- Beatrice Neumeyer
- Osvaldo Ancina
- Úrsula San Juan
- Otto Jung
- Elsa Trinner
- Gregorio Ezquerra
- Gino De Pellegrín
- Clemente Tellechea
- Marcella Fiore

## Comentarios
La crónica de la revista Set dijo:

”No puede juzgarse como una película argumental, ya que se trata de un documental, y por cierto un muy buen documental sobre las bellezas del sur argentino…un tema inconsistente…escrito por gente inexperta e interpretada por expertos deportistas pero sin cualidades como actores.”

Por su parte Manrupe y Portela escriben:

”Película deportiva y sentimental de una increíble vulgaridad, con buenos paisajes en blanco y negro.”